# Praça Cônego Victor

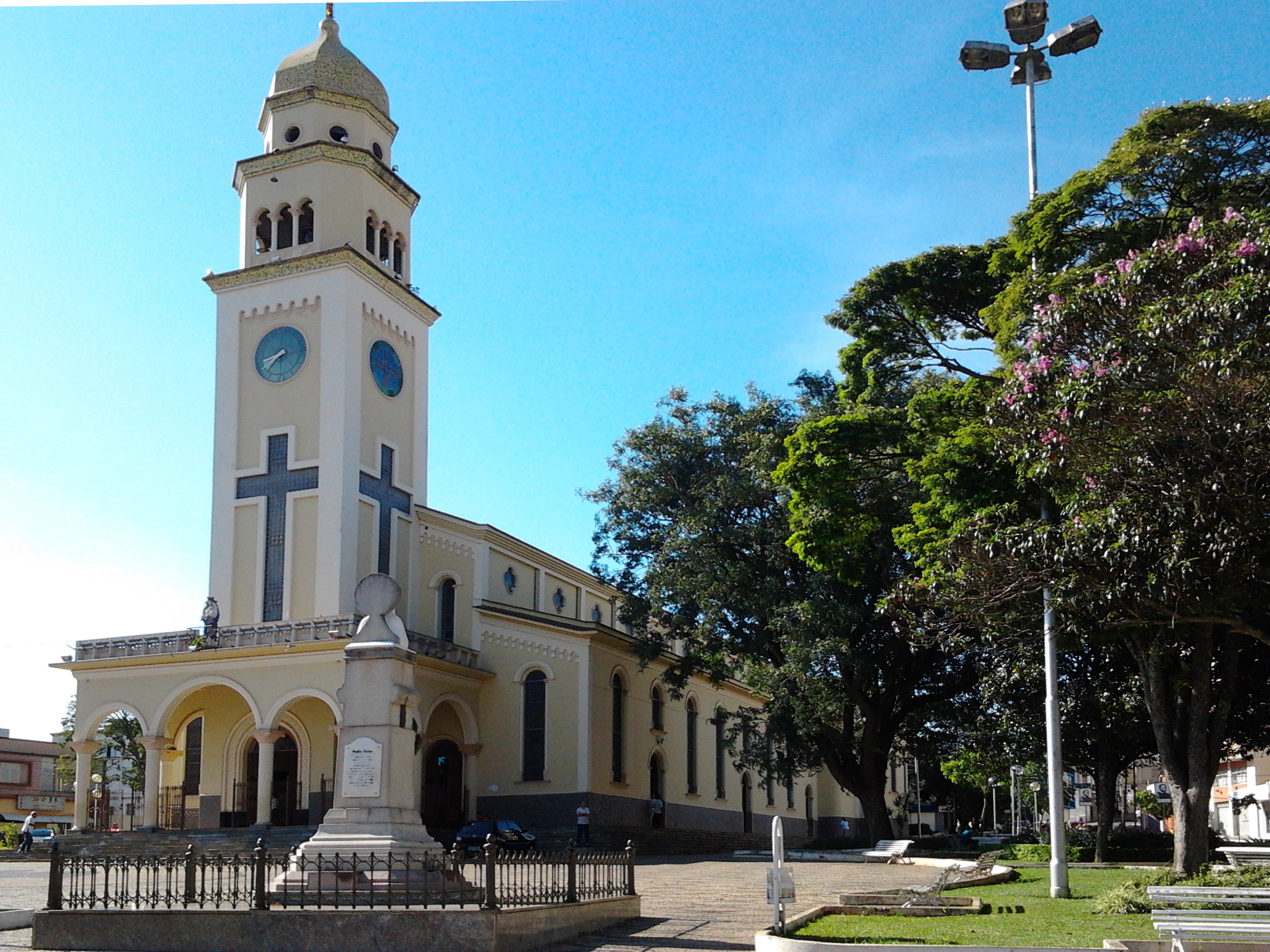
Igreja Matriz, na Praça Cônego Victor. Em primeiro plano encontra-se a herma de Padre Victor.

A Praça Cônego Victor é um logradouro público localizado no centro da cidade de Três Pontas, no sul de Minas Gerais. Nela encontra-se a Igreja Matriz Nossa Senhora da Ajuda, o Coreto e uma herma em homenagem a Padre Victor. A praça, também chamada simplesmente de Praça da Matriz, é um dos espaços mais conhecidos na cidade. Este logradouro marca o local onde iniciou-se a vila que se tornaria cidade sendo, portanto, palco de importantes acontecimentos da história do município.

## História
Em 1768, foi criada a Capela de Nossa Senhora da Ajuda, no local onde se encotra a atual igreja. Desde então, a praça permaneceu sem grandes reformas até 1937, quando foi totalmente remodelada com recursos próprios do município. O formato permanece até hoje.

## 
1. ↑  «História de Três Pontas». Prefeitura Municipal
2. ↑  "CAMPOS, Paulo Costa". Título (Dicionário Histórico e Geográfico de Três Pontas). Ano de publicação: 2004.